# Huaxia Film Distribution
Huaxia Film Distribution (pinyin: Huáxià Diànyǐng Fāxíng Yǒuxiàn Zérèn Gōngsī) és una empresa de distribució cinematogràfica de la República Popular de la Xina, creada el 2003 per 19 empreses cinematogràfiques de propietat estatal, entre elles China Film Group Corporation, que és el segon accionista majoritari. CFGC i Huaxia són les úniques dos empreses autoritzades per a distribuir pel·lícules estrangeres al país.
El 2014, la companyia va ser la segona distribuïdora de pel·lícules a la Xina, amb una quota del 22,89% del mercat.
Els altres accionistes destacats són China Broadcasting Network, amb un 20%, i els estudis de cinema de Changchun i Shanghai, amb un 10% cadascun.